# Andrij Taran
Andrij Vasylovytj Taran (ukrainska: Андрій Васильович Таран), född 4 mars 1955 i Frankfurt an der Oder, är en ukrainsk politiker. Han var försvarsminister i Ukraina från 4 mars 2020 till 3 november 2021. Han efterträddes av Oleksіj Reznіkov.